# Welcome to My Nightmare Live
Welcome to My Nightmare Live är en video av Alice Cooper som dokumenterar hans turné efter albumet Welcome to My Nightmare 1975.
Allmusics recensent Barry Weber skriver att filmens kvalitet är så dålig att tittaren kommer att ha svårt att avgöra vilken låt som spelas.

## Låtlista
1. The Awakening
2. Welcome To My Nightmare
3. Years Ago
4. No More Mr. Nice Guy
5. Some Folks
6. Cold Ethyl
7. Only Women Bleed
8. Billion Dollar Babies
9. Devil's Food
10. The Black Widow
11. Steven
12. Escape
13. School's Out
14. Department Of Youth